# Galactic Civilizations III
Galactic Civilizations III — відеогра жанру покрокової глобальної стратегії, розроблена й видана Stardock для Microsoft Windows 14 травня 2015 року. Гравець розвиває свою космічну цивілізацію, щоб привести її обраним шляхом до панування в галактиці. Сюжет Galactic Civilizations III продовжує події Galactic Civilizations II.
За сюжетом, після навали дренґінів Терранський альянс зосередив більшість сил на Землі в глухій обороні. Тим часом повертається експедиція, послана раніше на пошуки технологій Предтеч, що дає надію на визволення галактики.

## Ігровий процес

### Розвиток цивілізації

Володіння гравця поруч з сусідніми цивілізаціями

Гравець керує розвитком обраної космічної цивілізації, для чого розвідує космос, колонізує планети, вивчає нові технології та налаштовує дипломатичні стосунки з іншими цивілізаціями. Всі цивілізації поділяються на великі — здатні колонізувати інші планети, та малі — не покидають рідної планети, проте з часом можуть набувати значення як союзники. В багатокористувацькій грі підтримується до 128 учасників на відміну від 16 в Galactic Civilizations II.
Кожного кроку гравець і його опоненти здатні виконати певну кількість дій: перемістити кораблі, замовити будівництво чи вивчення нової технології. Крок рахується за умовний тиждень і багато дії тривають кілька кроків. Умовна галактика являє собою шестикутну область, поділену на шестикутні клітинки. В кожній клітинці може перебувати один об'єкт: зоря, планета, поле астероїдів, флот тощо. Одночасно кілька клітинок займають туманності та чорні діри. Туманності здійснюють різні впливи на кораблі, а чорні діри створюють непридатні для польотів території. Місцями трапляються джерела стратегічних ресурсів, необхідних для отримання особливих деталей кораблів і споруд.
Біля зірок розташовуються планети й астероїди. При цьому планетні системи поділяються на три зони: мертву (може містити тільки пустельні планети), життєпридатну (може містити планети, схожі на Землю) та зовнішню (містить астероїди і газові гіганти). Кожна колонізована планета має особливості, що дають бонуси чи штрафи. На планетах містяться материки, поділені на шестикутні клітинки, де зводяться споруди. В цій грі на планетах знаходяться джерела ресурсів і специфічні території, зведення споруд на яких дає певні бонуси. Крім того, взаємне розташування споруд може давати додаткову вигоду. На відміну від Galactic Civilizations і Galactic Civilizations II, верфі відокремлено від планет. Тепер вони перебувають в космосі окремо і можуть бути знищені, а також здатні отримувати бонуси від максимум 5-и планет.
Від планет надходять ресурси, головним з яких є виробництво. Безпосередньо воно визначає швидкість будівництва споруд і кораблів на найближчих верфях. За наявності економічних і наукових споруд конвертується відповідно в багатство і дослідження. Продуктивність планет залежить від населення, що вимірюється в мільярдах, і його схвалення та духу. Населення з вищим духом дає більше багатства, а схвалення збільшує надходження виробництва і визначає швидкість розвитку планети та його опір. Якщо опір населення сильний, планету важче завоювати чи підкорити впливом. У свою чергу вплив визначає територію, на яку поширюється влада цивілізації. Вплив зростає при успішних дипломатичних діях і від діяльності дипломатичних споруд. Росту населення сприяє будівництво міст і продукування надлишків їжі.
У будь-якому незайнятому місці космосі можна створити зоряну базу. Кожній базі дається спеціалізація: наукова, дипломатична, виробнича чи військова. Технологічний розвиток поділено на низку ер, що забезпечує рівномірніший розвиток. Поки гравець не вивчить певну кількість технологій з поточної ери, він не може отримати технології з наступної. Періодично тренуються готуються спеціалісти («громадяни»), котрі дають невеликий бонус у якійсь сфері життя для всієї держави, або суттєвий для конкретної планети.
Періодично відбуваються події, такі як знахідки інопланетних технологій або політичні конфлікти, в яких пропонується кілька варіантів рішень. Дії гравця з часом визначають ідеологію його держави: доброзичливу, прагматичну або злісну. Кожна ідеологія надає бонуси в науці, підтримці населення, нападі чи обороні.
В Galactic Civilizations III бої можуть зображатися як схематично на карті, так і в кінематографічному режимі. Втім, в обох випадках результат залежить від характеристик кораблів і гравець не може втручатися в перебіг бою. У грі є конструктор кораблів, де можна створити судна власного дизайну та спеціалізації.
На пізніх етапах відбуваються глобальні події, що порушують застій, який зазвичай відбувається на той час. Такими можуть бути вторгнення вцілілих Володарів Жаху, роботів Миротворців, вбивство лідера, поява космічного чудовиська чи знахідка цінного артефакта.

### Галактичні цивілізації
- Терранський альянс (англ. The Terran Alliance) — люди з Землі, молода цивілізація що 10 років розвивалися під щитом Предтеч. На час подій Galactic Civilizations III її технологічний розвиток став одним з найвищих. Володіють швидкими дальнобійними кораблями. Вмілі колонізатори та бажані союзники для багатьох інших цивілізацій.
- Терранський опір (англ. Terran Resistance) — люди, що залишились поза щитом і мандрують по галактиці в пошуках шляху на Землю. Мають обмаль технологій, натомість дуже зібрані. Володіють швидкими, міцними й потужними кораблями. Колонії вирізняються сильним опором.
- Дренґінська імперія (англ. The Drengin Empire) — мавпоподібна войовнича цивілізація, що на час подій гри захопила майже всю галактику. Має потужні кораблі та винятково сильна в наземних боях. Однак, дренґіни погані торговці та дипломати, а їхнє населення часто бунтує.
- Алтаріанський опір (англ. The Altarian Resistance) — релігійна цивілізація, фізіологічно ідентична людям. Має на старті обмаль технологій, але швидко розвиває їх. Кораблі алтаріанів дуже швидкі, однак вразливі.
- Іридіумна корпорація (англ. Iridium Corporation) — цивілізація торговців, винятково успішна в економіці. На старті має мало технологій, хоча швидко їх розвиває, а її населення зростає дуже повільно.
- Аркеанська імперія (англ. The Arcean Empire) — давні противники дренґінів, що були майже винищені ними, але завдяки Терранському альянсу звільнили свою рідну планету. Аркеани хороші воїни та дипломати, але мають тепер на старті мало технологій.
- Синдикат кріннів (англ. Krynn Syndicate) — релігійне об'єднання кількох видів, які прагнуть навернути галактику в свою віру. Домініон Коркс, наявний в попередній грі, увійшов до синдикату. Крінни швидко розвиваються та збільшують населення, їхні кораблі швидкі, але на старті синдикат має мало технологій.
- Вулик Онікса (англ. Onyx Hive) — розумні черви, чудово пристосовані для життя в космосі та на негостинних для інших планетах. Є кремнієвою формою життя, тому споживають не звичайну їжу, а рідкісний дюраній. Вони дуже ефективні в добуванні ресурсів, їхні кораблі та космічні станції вирізняються тим, що створені на основі астероїдів. Здібні в торгівлі та шпигунстві, але мають на старті мало технологій.
- Сингулярність Йор (англ. Yor Singularity) — штучні подібні на гуманоїдних роботів істоти, створені іконіанами, що повстали проти них і прагнуть знищити все органічне життя. Роботи дуже продуктивні та організовані, не потребують їжі та можуть конструювати населення на замовлення. Кораблі ефективні, будучи зібраними в великі флоти, і здатні до саморемонту.
- Іконіанський притулок (англ. The Iconian Refuge) — гуманоїди-втікачі з рідної планети, захопленої Сингулярністю Йор. Дуже ощадливі в ресурсах, мають на старті багато технологій і ефективно здійснюють розвідку. Володіють швидкими кораблями.
- Сліни (англ. Slyne) — драглисті кремнієві істоти, дуже здібні в розумінні технологій, хоча мають обмаль їх на старті. Слінів дуже важко перемогти в боях на планетах, оскільки вони здатні розділятись і оснащені кібернетичними доповненнями.
- Таланська контенгенція (англ. Thalan Contingency) — комахоподібні прибульці з інших вимірів, які прагнуть зупинити шкідливе, на їх погляд, втручання людей в життя галактики. Володіють слабкою економікою і дорогими спорудами, проте лояльним і швидко зростаючим населенням. Талани дуже швидко розвивають науку та хороші воїни.
- Легіон Драт (англ. The Drath Legion) — людиноподібні рептилії-втікачі з рідної планети алтаріанів. Мають на старті багато технологій і схильні до дипломатії. Отримують додаткові кошти при війні за вивчення відповідної технології.
- Клан Корат (англ. Korath clan) — елітні воїни дренґінів, радикальна фракція імперії, котра прагне винищити всі інші цивілізації. Використовують технології Володарів Жаху, тому розвивають науку напрочуд швидко. Кораблі Корату за більшістю параметрів перевершують кораблі всіх інших цивілізацій. Здатні грабувати переможені планети, одноразово отримуючи з них значні ресурси. Головним недоліком цивілізації є низька народжуваність.
- Месники Снаті (англ. Snathi Revenge) — войовничі гризуни, створені в давнину Володарями Жаху та звільнені тепер з ув'язнення. Дуже продуктивні та здібні, а нові технології отримують від дослідження уламків чужих кораблів. Не ведуть переговорів, а їхні кораблі на старті дуже вразливі.
- Торіанський режим (англ. Torian Regime) — колишні раби дренґінів, подібні на амфібій. Колонізують водні планети та водні простори, а не материки. Мають на старті багато технологій і швидко збільшують населення, проте подальший розвиток науки повільний. Натомість володіють потужною економікою[4].

## Сюжет

### Передісторія
Десять років тому вторгнення звільнених дренґінами Володарів Жаху вдалося зупинити. Проте дренґіни встигли здобути з їхньою допомогою перевагу і тепер тримають під гнітом майже всю галактику. Першому флоту Терранського альянсу разом з іконіанами тим часом вдалося влетіти до штучного всесвіту, де знаходилася планета Володарів Жаху. Там флот зустрів останнього з арнорів Тандіс і добув кристали Предтеч, завдяки яким Володарів Жаху було знищено остаточно з допомогою величезної космічної станції. Проте план задіяти її проти дренґінів провалився — станцію знищили талани, переслідуючи власні неясні цілі. Перший флот повертається в рідний всесвіт у 2242 році та застає галактику під владою дренґінів.
Аркеани майже винищені, а їхня столиця розбомблена. Алтаріани втратили всі свої колонії та перебувають в обороні. Решта цивілізацій перебувають під гнітом дренґінів, за винятком кріннів, які існують як кримінальне підпілля. Земля ж завдяки зібраним артефактам арнорів була вчасно оточена непробивним силовим щитом. Планета вже десять років перебуває в облозі величезного флоту дренґінів, але жодний ворожий корабель чи сигнал не може подолати щит. Однак і люди не можуть тепер покинути домівку.

### Кампанії
Вступ. Вцілілий флот Терранського альянсу знаходить регіон космосу, прихований туманностями. Іконіани допомагають знайти планету Притулок біля Проксими Центавра. Там люди засновують колонію, не давши піратам і дренґінам дізнатись про її існування. Згодом втікачі отримують сигнал від Першого флоту і надсилають йому допомогу.
«Аркея». Перший флот опинився неподалік від Аркеї — столиці аркеанів. Подолавши блокаду дренґінів, люди звільняють планету.  Флот засновує колонії на навколишніх планетах, де нарощує сили і заволодіває артефактом Предтеч для зняття щита з Землі. Зібравши достатньо кораблів і ресурсів, він відбиває контратаку та вирушає додому. 
«Контенгенція». Тим часом талани запевняють решту цивілізацій, що визвольний похід становить небезпеку для всього всесвіту. Флот Терранського альянсу закріплюється біля планети Домініон-прайм і розшукує нові артефакти Предтеч. Талани попереджають, що саме така діяльність і приведе в майбутньому до катастрофи, тому не пропускають флот далі. Дренґіни визнають людей гідними противниками, але зазнають поразки в секторі. Перший флот відлітає до Землі.
«Повернення». Перший флот заручається підтримкою сусідніх цивілізацій, зокрема алтаріанів та Іридіумної корпорації. Вони об'єднують зусилля в просуванні до Сонячної системи. Очистивши від дренґінів Сонячну систему, Перший флот відвойовує Марс, за що дренґіни погрожують повернутися з величезною армадою. Нарешті флот знімає щит з рідної планети. Терранський альянс, що десять років нарощував сили, вилітає в галактику аби почати визвольний похід, про який застерігали талани.

## Доповнення
- Mercenaries — видане 18 лютого 2016 року, надає змогу використовувати найманців для посилення як флотів, так і різних галузей життя держави. Також додає для багатокористувацької гри цивілізації торіанів і аркеанів. Доповнення містить додаткову кампанію, присвячену визволенню торіанами своїх володінь[5].
- Crusade — видане 8 травня 2017 року, додає конструктор цивілізацій, наземні вторгнення, шпигунство, систему громадян, нову систему ресурсів. З виходом цього доповнення було перероблено інтерфейс, який став компактнішим та інформативнішим. Додалися три нові цивілізації: Терранський опір, Вулик Онікса і Сліни. Стратегічні ресурси стали накопичуватися, на відміну від простої наявності їх джерел раніше. Зоряні бази почали отримувати вдосконалення за ресурси замість пожертвування будівельного корабля[6].
- Intrigue — видане 11 квітня 2018 року, додає уряди, можливість створювати співдружності, галактичний ринок, кризи пізньої гри і «галактичні новини» про останні події[7].
- Retribution — видане 21 лютого 2019 року, додає миттєві подорожі крізь «гіпербрами», артефакти, кораблі підтримки. Надає дві нові цивілізації — Драт і Корат. Було перероблено дерево технологій та додано нові винаходи. Це доповнення містить фінальну кампанію[8].

Також до гри було видано низку DLC, що додають нові випадкові події, типи планет, деталі кораблів і сценарії, котрі супроводжують основну кампанію. DLC Villains of Star Control додало грабельні цивілізації зі Star Control: Origins.

## Оцінки й відгуки
| Агрегатор    | Оцінка |
| ------------ | ------ |
| GameRankings | 85.65% |
| Metacritic   | 81/100 |

| Видання        | Оцінка |
| -------------- | ------ |
| GameSpot       | 8/10   |
| IGN            | 8.6/10 |
| PC Gamer (США) | 87/100 |

Galactic Civilizations III отримала загалом схвальні відгуки, зібравши на агрегаторі Metacritic середню оцінку 81 бал зі 100 і на GameRankings 85,65 %.
PC Gamer назвали Civilizations III найкращою глобальною стратегією свого масштабу. Вказувалося, що гра більше орієнтована саме на стратегію, ніж на тактику, та вдосконалює механіки попередніх ігор, уникаючи кардинальних змін. Базова версія однак була також розкритикована за слабку політичну складову.
IGN похвалили різноманітні шляхи досягнути перемоги без війн, наприклад, поширенням своєї культури чи заволодінням артефактами. Також було визнано вельми цікавими розбудову планет і конструювання кораблів. Зауважувалось, що ШІ має кілька «сліпих зон», а кампанія надто коротка.